# Daniel Möller (pokerspelare)
Lars Åke Daniel Möller, född Larsson den 3 december 1982 i Linköping, är en svensk professionell pokerspelare. Han även känd under namnen "Fragell" och "Krullis".

## Biografi
Möller började spela poker under gymnasiet tillsammans med bland andra Erik Sagström. Sista året i gymnasiet gick han till skolan enbart för att spela poker. Strax innan studenten 2001 började Möller spela poker på internet. Han började spela $0,5/1 limit holdem på Paradise poker och klättrade snabbt uppåt. 
Under 2003 började Möller resa runt och spela större liveturneringar runt om i världen, och hösten samma år gjorde han sig ett namn genom att placera sig tvåa i en WPT på Aruba. Han hade tillsammans med Bengt Sonnert, Sargon Ruya och Tobias Persson ett pokerteam under 2005–2007 som kallade sig The Swedish Santas. Efter karriären som pokerspelare utbildade han sig till osteopat på Stockholm College of Osteopathic Medicine under 4,5 års studier.